# Episodi di Shijō saikyō no deshi Ken'ichi
Questa è la lista degli episodi dell'anime Shijō saikyō no deshi Ken'ichi, tratto dal manga Kenichi di Syun Matsuena. La serie è inedita in Italia e conta 50 episodi che narrano le avventure di Ken'ichi Shirahama, accompagnato dalla sua amica Miu Fūrinji, nel percorso per diventare il discepolo più forte della storia delle arti marziali. Questo adattamento anime si basa sui primi 16 volumi del manga (i primi 143 capitoli). Qui di seguito, l'elenco completo degli episodi finora usciti, con titolo in giapponese e in italiano. La serie è stata trasmessa per la prima volta in Giappone tra il 2006 ed il 2007, adotta un aspect ratio 4:3.

## Lista episodi
| Nº | Titolo italiano (tradotto) Giapponese 「Kanji」 - Rōmaji                                                                                       | In onda           | In onda |
| Nº | Titolo italiano (tradotto) Giapponese 「Kanji」 - Rōmaji                                                                                       | Giapponese        |         |
| 1  | Il luogo in cui si riuniscono gli eroi 「梁山泊!豪傑の集いし場所」                                                                             | 7 ottobre 2006    |         |
| 2  | Primo passo! L'inizio del combattimento! 「一歩先へ!闘いの始まり」 - Ippo saki e! Tatakai no hajimari!                                         | 14 ottobre 2006   |         |
| 3  | Forza e coraggio! Per proteggere la giustizia 「力と勇気！正義を貫くために」 - Chikara to yuuki! Seigi wo tsunaku tame ni                      | 21 ottobre 2006   |         |
| 4  | Combattimento infernale! Combattere o non combattere 「ケンカ地獄！やるかやらないかだ」 - Kenka jigoku! Yaruka yaranaika da                    | 28 ottobre 2006   |         |
| 5  | Un appuntamento? Si deve andare avanti! 「デート？きめちまえよ！」 - Deeto? Kimechimaeyo!                                                      | 4 novembre 2006   |         |
| 6  | Un giorno al Ryōzanpaku! Sognando sul tetto 「梁山泊での一日！屋根の上の夢」 - Ryouzanpaku de no ichinichi! Yane no ue no yume                 | 11 novembre 2006  |         |
| 7  | Combattimento! Difendersi dall'attacco della banda 「熱闘園芸部 リターンマッチ」                                                               | 18 novembre 2006  |         |
| 8  | Muscoli formidabili! Il segreto del maestro 「驚異の肉体 謎の師匠達」                                                                          | 25 novembre 2006  |         |
| 9  | Apapapa! L'allenamento di Apachai 「アパパパ～ アパチャイの修行」                                                                              | 2 dicembre 2006   |         |
| 10 | Corri, Kenichi! Il punto debole di un pugile 「走れケンイチ ボクサーの弱点」                                                                   | 9 dicembre 2006   |         |
| 11 | Il pugno del tradimento! Il triste passato di Takeda 「裏切りの拳 武田の悲しき過去」                                                           | 16 dicembre 2006  |         |
| 12 | Un nuovo avversario! Tsuji Shinnosuke 「新たなる敵！辻新之助」                                                                                 | 23 dicembre 2006  |         |
| 13 | Tecniche mortali! Le regole di una battaglia 「ケンカ殺法！実戦の掟」                                                                          | 6 gennaio 2007    |         |
| 14 | Allenamento speciale! Vicino alle terme 「命懸けの修行！混浴もついてます」 - Inochikage no Shyugyou! Kon'yaku mo tsuitemasu                    | 13 gennaio 2007   |         |
| 15 | L'intrusione di Honoka! L'ospite del Ryōzanpaku 「ほのか潜入！梁山泊だじょ」                                                                   | 20 gennaio 2007   |         |
| 16 | Il Ryōzanpaku in un grosso guaio!!? 「梁山泊最大の危機!!?」                                                                                    | 27 gennaio 2007   |         |
| 17 | Proteggere l'insegna! Attacco al dojo 「守れ看板！道場破り襲来！」                                                                             | 3 febbraio 2007   |         |
| 18 | Divertimento??? All'isola segreta dei Fūrinji 「楽園???秘境・風林寺島へ」                                                                      | 10 febbraio 2007  |         |
| 19 | I più forti guerrieri dei Ragnarok! L'arrivo degli Otto Pugni! 「ラグナレク最強の者八拳豪見参」                                                | 17 febbraio 2007  |         |
| 20 | Takeda è in pericolo! Le regole della vendetta! 「武田の危機！報復の掟！」                                                                     | 24 febbraio 2007  |         |
| 21 | Imperdonabile!!! I pugni furiosi di Kenichi! 「許さない！ケンイチ怒りの拳！」 - Yurusanai!!! Kenichi ikari no ken!                             | 3 marzo 2007      |         |
| 22 | Reclutamento! La formazione dell'alleanza Shinpaku! 「集え若人！新白連合結成！」 - Tsudoe wakahito! Shinhaku rengou kessei!                    | 10 marzo 2007     |         |
| 23 | Attacco! Il vicino del Ryōzanpaku! 「突撃！となりの梁山泊！」 - Totsugeki! Tonari no ryouzanpaku!                                              | 17 marzo 2007     |         |
| 24 | Il cuore rubato! Miu è Giulietta 「奪われたハート！美羽のジュリエット」 - Ubawareta Heart! Miu no Juliet                                       | 24 marzo 2007     |         |
| 25 | Sii forte Kenichi! Il bacio di Miu 「死守せよケンイチ！美羽のくちびる」                                                                        | 31 marzo 2007     |         |
| 26 | Giù la maschera! La vera identità dell'Eremita! 「剥された仮面！ハーミットの正体！」                                                           | 7 aprile 2007     |         |
| 27 | Acciaio VS Armonia! Scontro tra due fratelli fino all'alba! 「剛VS柔！空前絶後の兄弟喧嘩！」 - Gou vs jyuu! Kuzenzetsugo no kyodai kenka!      | 14 aprile 2007    |         |
| 28 | Il capitano attacca! Rissa al ristorante 「斬り込み隊長参上！乱闘レストラン」                                                                  | 21 aprile 2007    |         |
| 29 | Il terrificante Sigfrido! Preludio alla distruzione 「恐るべしジーク！破滅へのプレリュード」                                                   | 28 aprile 2007    |         |
| 30 | I risultati dell'allenamento! L'effetto di avanzare a piccoli passi!! 「修行の成果！小さく前にならえ!!」                                       | 5 maggio 2007     |         |
| 31 | Honoka, ti salverò! 「ほのか、お手伝いするじょ！」 - Honoka, otetsudai surujo!                                                                 | 12 maggio 2007    |         |
| 32 | Honoka in pericolo! Il piano di Loki 「ほのかの危機！ロキの謀略」 - HOnoka no kiken! Roki no bouryaku                                          | 19 maggio 2007    |         |
| 33 | Combatti Kenichi! Fa che siano i tuoi pugni a parlare! 「ぶつけろケンイチ！拳は語る！」 - Butsukero Kenichi! Ken wa gataru!                    | 2 giugno 2007     |         |
| 34 | Non perdere! Le parole di chi si ama 「負けないで！愛する人が残した言葉」 - Makenaide! Aisuru hito ga nokoshita kotoba                         | 9 giugno 2007     |         |
| 35 | Il carico è stato sollevato! È il momento di sistemare le cose 「邪魔者なし！今こそ決着のとき」 - Jyama mononashi! Ima koso kechaku no toki    | 16 giugno 2007    |         |
| 36 | Miu VS Renka!! Il triangolo amoroso che richiama la tempesta 「美羽VS連華!!嵐を呼ぶトライアングル」 - Miu vs Renka!! Arashi wo yobu Triangle   | 16 giugno 2007    |         |
| 37 | Una trappola pericolosa, facciamo sumo! 「危険な誘惑 一緒にちゃんこを！」 - Kiken na yuuwaku isshoni chanko wo                                 | 23 giugno 2007    |         |
| 38 | Il bel micino, uno scontro fra donne! 「かわいい子猫 女たちの肉弾戦!」 - Kawaii koneko onnatachi no nikudansen!                                | 7 luglio 2007     |         |
| 39 | La lezione personale di Shigure! 「危険な誘惑 一緒にちゃんこを!」                                                                              | 14 luglio 2007    |         |
| 40 | Il luogo della promessa! Dove tutto ebbe inizio 「約束の地! すべてはここから」 - Yakusoku no chi! Subete wa koko kara                          | 21 luglio 2007    |         |
| 41 | Il terrificante Seikuken! La discesa del dragone! 「制空圏の恐怖！龍は舞い降りた!」 - Seikouken no kyoufu! Ryu wa maiorita!                    | 28 luglio 2007    |         |
| 42 | L'allenamento dell'Anziano! Fallo o muori, reclusione in montagna 「長老特急！決死の山篭りツアー」                                             | 4 agosto 2007     |         |
| 43 | Limite! La tentazione del Regno di Asura! 「リミッター！修羅道への誘い」 - Limiter! Shuradou e no sasoi                                        | 11 agosto 2007    |         |
| 44 | L'alleanza Shinpaku si sbriciola! Il Pugno Furioso si avvicina! 「新白連合崩壊！忍び寄る狂拳」                                                 | 18 agosto 2007    |         |
| 45 | L'attacco decisivo! La danza di Kisara! 「決別の一撃！キサラ、舞う！」 - Ketsubetsu no ichigeki! Sakura, mau!                                  | 25 agosto 2007    |         |
| 46 | Addio!! Niijima è pronto a combattere 「さらば!!新島、決意の出陣」 - Saraba!! Shinjima, ketsui no shujin                                       | 1º settembre 2007 |         |
| 47 | La debolezza del genio! Il duro lavoro prevale! 「天才の弱点！努力は才能を凌駕する！」 - Tensai no jyakuten! Doryoku wa sainou wo ryouka suru! | 8 settembre 2007  |         |
| 48 | Grande incontro! L'uomo che ha impugnato la lancia leggendaria 「頂上対決！伝説の槍を持つ男」                                                  | 15 settembre 2007 |         |
| 49 | L'imbattibile trasformazione!! Il ritmo del Ryōzanpaku! 「最強変身！リズム梁山泊！」 - Saikyo henshin! Rizumu Ryozanpaku!                      | 22 settembre 2007 |         |
| 50 | La storia del discepolo più forte, Kenichi!! 「史上最強の弟子ケンイチ!!」 - Shijō Saikyō no Deshi Kenichi!!                                    | 29 settembre 2007 |         |